# Dzieło D-7 Twierdzy Modlin
Dzieło D-7 – jedno z dzieł pośrednich pierścienia zewnętrznego Twierdzy Modlin, wzniesione w latach 1912–1915 w ramach rozbudowy twierdzy, obecnie nieistniejące.
Dzieło znajdowało się niedaleko wsi Czarnowo. Jego zadaniem było zamknięcie międzypola Fortu XVI i broniącego doliny Narwi Dzieła D-8. Jako umocnienie ziemne nie dotrwało do obecnych czasów.